# Championnats du monde de side-car cross de 2014
Les Championnats du monde de side-car cross 2014 sont composés de 10 épreuves, se déroulant dans 10 lieux différents, du 13 avril 2014 au 21 septembre 2014.
Ils sont remportés par le duo belgo-néerlandais Ben Adriaenssen (en)-Ben van den Bogaart (en).

## Épreuves
| Épreuves     | Épreuves                       | Épreuves     | Épreuves     | Épreuves     |
| ------------ | ------------------------------ | ------------ | ------------ | ------------ |
| Date         | Lieu                           | Or           | Argent       | Bronze       |
| 13 avril     | Oss, Pays-Bas                  | Pays inconnu | Pays inconnu | Pays inconnu |
| 4 mai        | Plomion/Saint-Quentin, France  | Pays inconnu | Pays inconnu | Pays inconnu |
| 25 mai       | Kramolincz, République tchèque | Pays inconnu | Pays inconnu | Pays inconnu |
| 09 juin      | Brou, France                   | Pays inconnu | Pays inconnu | Pays inconnu |
| 20 juillet   | Strassbessenbach, Allemagne    | Pays inconnu | Pays inconnu | Pays inconnu |
| 3 août       | Kiviõli, Estonie               | Pays inconnu | Pays inconnu | Pays inconnu |
| 10 août      | Ķegums/Ogre, Lettonie          | Pays inconnu | Pays inconnu | Pays inconnu |
| 24 août      | Roggenburg, Suisse             | Pays inconnu | Pays inconnu | Pays inconnu |
| 14 septembre | Vesoul, France                 | Pays inconnu | Pays inconnu | Pays inconnu |
| 21 septembre | Rudersberg, Allemagne          | Pays inconnu | Pays inconnu | Pays inconnu |